# Vilanova i la Geltrú
Vilanova i la Geltrú (kast. Villanueva y Geltrú) – miasto w Hiszpanii, we wspólnocie autonomicznej Katalonia. W 2007 liczyło 63 196 mieszkańców.

## Muzea
- Museu del Ferrocarril de Catalunya

## Osoby związane z miastem
Urodzili się tu:
- Aitana Bonmatí – piłkarka grająca na pozycji pomocniczki,
- Sergi López – aktor filmowy.

## Współpraca
- Villarreal, Hiszpania
- Matanzas, Kuba
- Mérignac, Francja